# 高田正夫 (船長)
高田 正夫（たかだ まさお、1892年 - 1982年6月20日）は、静岡県出身の船乗り、船長。

## 経歴
1917年に東京高等商船学校（現：東京海洋大学海洋工学部）を卒業して、日本郵船に入社。主に遠洋航海の船舶の船乗りとして従事した。その後、浅間丸の船長を経て、1940年に大日本帝国海軍の命令により長良丸の船長として赴任。レーダーの受け取りのためにイタリアへ航海したが、連合国軍側の爆撃を受けた。
1941年には大日本帝国陸軍の命令により輸送船の船長としてフィリピンや香港への上陸作戦に従軍した。
1953年から日本船長協会の会長に就任。また、洞爺丸事故（1954年9月）による海難審判における特別弁護人を務めた。1970年には日本船長協会の会長として船員法の改正を求め活動した。
1982年6月20日、東京都品川区の昭和大学病院において老衰により死去。享年90歳。

## 著書
- 高田正夫『帰って来た長良丸』潮流社、1962年5月。 NCID BA58353531。
- 高田正夫, 日本船長協会『大東亜戦争南十字星の下をゆく : 輸送船九七四丸』甲陽書房、1967年1月。 NCID BA64266704。